# Stora Kroktjärnen (Hällefors socken, Västmanland)
Stora Kroktjärnen är en sjö i Hällefors kommun i Västmanland och ingår i Göta älvs huvudavrinningsområde.